# Horitschon
Horitschon (węg. Haracsony; burg.-chorw. Haračun) – gmina targowa w Austrii, w kraju związkowym Burgenland, w powiecie Oberpullendorf. 1 stycznia 2014 liczyła 1,91 tys. mieszkańców.